# Progreso, San Esteban Atatlahuca
Progreso är en ort i Mexiko.   Den ligger i kommunen San Esteban Atatlahuca och delstaten Oaxaca, i den sydöstra delen av landet, 300 km sydost om huvudstaden Mexico City. Progreso ligger 2 638 meter över havet och antalet invånare är 245.
Terrängen runt Progreso är kuperad österut, men västerut är den bergig. Runt Progreso är det ganska tätbefolkat, med 54 invånare per kvadratkilometer. Närmaste större samhälle är Heroica Ciudad de Tlaxiaco, 19,7 km norr om Progreso. I omgivningarna runt Progreso växer huvudsakligen savannskog.